# Mănăstirea Ciolanu
Mănăstirea Ciolanu este o mănăstire de călugări creștini ortodocși din județul Buzău, România, localizată pe versantul sudic al dealului Ciolanu, către pârâul Nișcov, în comuna Tisău. În imediata apropiere, pe poienile mănăstirii, este plasată expoziția Taberei de Sculptură în aer liber "Măgura". 
Din documentele pe care le cunoaștem, Mănăstirea Ciolanu este atestată prima data la 15 ianuarie 1600, prin menționarea numelor unor monahi si al egumenului Vasilie, martori într-o hotărnicie. Faptul că la aceasta dată, în Mănăstirea Ciolanu, exista deja viață monahală de obște dovedește că existența mănăstirii provine din deceniile anterioare ale veacului al XVI-lea. Istoricul Constantin C. Giurescu, în Istoria românilor, afirmă că Mănăstirea Ciolanu există din timpul lui Alexandru al II-lea Mircea (1568-1577), însă fără a indica sursa.

## Locașuri de cult
Mănăstirea are două biserici, situate la o distanță de 100 de metri între ele și un altar de vară. 
Biserica veche are hramul Sfântul Mare Mucenic Gheorghe. Cercetări arheologice efectuate în anii '70 au arătat că ea datează din a doua jumătate a secolului al XVI-lea. Forma inițială a bisericii a fost modificată în veacul al XIX-lea, prin adăugarea, după 1810, a proscomidiarului, și după 1850, a osuarului, a pronaosului și a pridvorului. Totodată, în acest răstimp a fost realizat un nou acoperiș, adăugându-se peste pronaos doua turle oarbe, iar turla de peste naos a fost făcută din nou.
Biserica mare, cu hramul Sfinții Apostoli Petru și Pavel, a fost construită între anii 1823-1828. Construcția acestei biserici a fost finalizată cu sprijinul și implicarea episcopului Chesarie al Buzăului (1825-1846), considerat a fi ctitor al bisericii,  de altfel, și al întregii mănăstiri, pentru susținerea chinoviei și a supravegherii părintești a vieții monahale.
Între 1828-1831, biserica a fost pictată de echipa zugravilor de subțire de la Buzău, condusă de pictorul pitar Nicolae Teodorescu . Prezența pictorului Nicolae Teodorescu la Ciolanu a fost benefică, întrucât câțiva monahi au învățat de la acesta meșteșugul picturii bisericești (între care monahii Elisei și Ghimnasie).
În iunie 1855, cu câteva zile înainte de hram, biserica a fost afectată de un incendiu de mari proporții, care a cuprins într-un timp scurt și incinta mănăstirească pe latura sud-vestică, arzând trapeza, clopotnița, casele arhierești și alte corpuri de chilii. Biserica și clădirile se vor reface cu sprijinul episcopului Filotei al Buzăului (1850-1859), care a ajutat Mănăstirea Ciolanu cu aceeași dragoste ca și înaintașul său pe scaunul vlădicesc. În anul 1862, se termină renovarea bisericii, pictura fiind realizată tot de Nicolae Teodorescu. Mănăstirea Ciolanu a rămas locașul de suflet al marelui pictor, care odihnește, cu familia sa, în cimitirul mănăstiresc.
În anul 1886, starețul Mănăstirii Ciolanu, Arhim. Ioanichie Nichiforescu, comandă pictorului Gheorghe Tattarescu trei icoane împărătești, anume a Mântuitorului, a Maicii Domnului și a Sfântului Ioan Botezătorul. 
Pictura a fost restaurată, in 1934, de Nicolae Șolescu, ucenic al pictorului Nicolae Teodorescu; acesta înlocuiește grafia chirilică cu cea latină, corectând cromatic chipurile Sfinților și veșmintele, adăugând și un fond turcoaz peste cel original, bleumarin. Pictura originală a fost expusă, după restaurările ulterioare cutremurului din 1977, pe pereții naosului, unde a fost îndepărtat fondul turcoaz și celelalte intervenții târzii, vădindu-se înfățișarea primă.
Altarul de vară, din incinta așezământului monahal, a fost ridicat în cinstea Maicii Domnului, deoarece praznicul Adormirii Preasfintei Născătoare de Dumnezeu era sărbătorit aparte la Mănăstirea Ciolanu, însă fără ca una din biserici să poarte acest hram. Astfel, pe lângă hramurile Sfântului Mare Mucenic Gheorghe și al Sfinților Apostoli Petru și Pavel, Mănăstirea Ciolanu prăznuiește și hramul tradițional al Adormirii Maicii Domnului. 

## Scurt istoric al Mănăstirii Ciolanu
Documentar, nu se cunoaște vreo mențiune anterioară anului 1600 despre Mănăstirea Ciolanu. La 15 ianuarie 1600, monahi de la Ciolanu și egumenul Vasilie sunt menționați într-o hotărnicie. Totuși, existența anterioară de anul 1600 a chinoviei pare a se confirma din cercetările arheologice efectuate în anii '70 și din diversele analize istorice. Locul pe care este astăzi așezată Mănăstirea este unul de pustie, care a atras sihaștri ce s-au nevoit aici în rugăciune, priveghere, post și alte nevoințe monahale.
O tradiție târzie pune ctitorirea Mănăstirii Ciolanu pe seama Doamnei Neaga, soția domnitorului Mihnea Turcitul (1577-1583; 1585-1591), însă aceasta este infirmată atât de documente si hrisoave domnești, cat și de faptul că nici un document din secolele XVI-XIX nu leagă Mănăstirea Ciolanu de numele Doamnei Neaga. Fiind originară din județul Săcuieni, Neaga devine un simbol al zonei de rezistență si luptă pentru neam si credință, întocmai Sfântului Constantin Brâncoveanu de mai târziu. De aceea legendele si tradițiile poporului o elogiază pe Neaga, încercând să se creeze o legătură între numele acesteia și fiecare loc vecin cu moșiile ei, revendicându-se astfel o oarecare prezență domnească pe acestea.
Mănăstirea Ciolanu este ctitorie a sihaștrilor ce s-au nevoit în zona Dealului Ciolanu. Biserica de zid a fost ridicată pe moșia Gorgescu (care facea parte din marea moșie a Bădenilor), moșie ce era proprietate a unui Dumitru Grecu. Acest Dumitru Grecu, fiind de sorginte grecească după cum și supranumele o arată, avea strânse legături cu boierii Sorești, tot de origine grecească, din Vernești. Astfel, Dumitru Grecu și câțiva boieri Sorești ridică biserica de zid, dăruind monahilor proprietate asupra micii incinte. Faptul că Dumitru Grecu și Soreștii au un rol ctitoricesc se dovedește din hrisovul de închinare, din 8 decembrie 1625, când Ghinea, nepotul lui Ciolan, și Dragomir Sorescu și alții, fiind numiți ctitori, închină Mănăstirea Ciolanu către Mănăstirea Dousíkou, din Trikala, ctitorie a Sfântului Visarion al Lárissei.
Ghinea Ciolan, care după 1635 devine monahul Gavriil, este principalul descendent ce moștenește dreptul ctitoricesc, Soreștii, după închinare, retrăgându-și sprijinul pentru mănăstire. Cert e faptul că, după trecerea la Domnul a monahului Gavriil (Ghinea) Ciolan, descendenții ctitorilor se îngrijesc din ce în ce mai puțin de chinovie, încât, după anul 1705 (când este menționat egumenul Anania) și până în 1767, Mănăstirea Ciolanu este părăsită de monahi, posesiunile acaparate de vecinii Bădeni, iar biserica, chiliile și zidul împrejmuitor ruinate.
În 1767, domnitorul Alexandru Scarlat Ghica aprobă așezarea a 12 monahi, conduși de starețul Teodosie schimonahul, la Schitul Ciolanu. Aceștia fuseseră trimiși de la Poiana Mărului de Sfântul Cuvios Vasilie, după 1760.
Dezînchinarea Mănăstirii Ciolanu s-a petrecut în 1821, prin înapoierea actelor și gestiunii de la Mănăstirea tutelară Banu (metoc al Dousíkoului) către Schitul Ciolanu. Trebuie subliniat faptul că, după reînființarea din 1767, Mănăstirea Ciolanu apare în documente cu titulatura de "Schitul Ciolanu". Situația aceasta durează până la sfârșitul veacului al XIX-lea, când, din timpul episcopilor Inochentie Chițulescu (1873-1893) și Dionisie Climescu (1894-1921) ai Buzăului, se renunță în scripte la denumirea de schit și se reia vechea titulatură de mănăstire.
În perioada veacurilor al XIX-lea și al XX-lea, obștea Mănăstirii Ciolanu numără de la o perioadă la alta între 70-140 monahi, cu o aleasă rânduială monahală, bazată pe săvârșirea zilnică a Dumnezeieștii Liturghii, conform rânduielilor tipiconale, și a celor șapte sfinte laude. Totodată, ascultarea zilnică era asumată de monahi ca mijloc de curățire sufletească, prin ascultare și osteneală. 
Dintre monahii îmbunătățiți ai obștii amintim pe câțiva care s-au remarcat prin diverse daruri de la Dumnezeu, precum: Iosif singhelul, Roman schimonahul, Eleazar monahul, schimonahul Nectarie Crețu, protosinghelul Varlaam Bărăncescu, arhimandritul Ghelasie Ionescu, ieromonahul Irineu Ștefănescu, protosinghelul Macarie Bucur, prin muzica bizantină si diverse melofaceri sau copieri de creații psaltice; Elisei monahul care a zugrăvit biserica veche și arhimandritul Eftimie Georgescu-Obrocea, care a pictat multe biserici, între care și biserica veche a Schitului Cetățuia, și câteva copii ale icoanei făcătoare de minuni a Maicii Domnului de la Mănăstirea Dălhăuți. Printr-o aleasă viață duhovnicească s-au remarcat schimonahul Ghervasie Georgescu, monahul Grigorie Bica, ieromonahul Evghenie Mocăniță, protosinghelul Modest Aldea, arhimandritul Teofil Mocăniță, protosinghelul Evghenie Dascaliuc și mulți alți părinți, fie cunoscuți în parte, fie cunoscuți de Dumnezeu. 
Laolaltă cu numele unor viețuitori vrednici ai Mănăstirii Ciolanu trebuie așezat și numele starețului arhimandrit Neofit Smărăndoi (1969-1997), care a renovat întreg ansamblul mănăstiresc, îngrijind cu responsabilitate, atenție și dedicare patrimoniul imobil și mobil al chinoviei.